# Bimeris aperta
Bimeris aperta är en svampart som beskrevs av Petr. 1949. Bimeris aperta ingår i släktet Bimeris, divisionen sporsäcksvampar och riket svampar.   Inga underarter finns listade i Catalogue of Life.